# 휴가신토미역
다카나베역(일본어: 日向新富駅)은 일본 미야자키현 고유군 신토미정에 있는 규슈 여객철도 닛포 본선의 역이다. 섬식 승강장 1면 2선의 구조를 지닌 지상역이다.

## 이용 현황
| 연도     | 하루 평균 승차 인원 |
| 2002년도 | 289                 |
| 2004년도 | 306                 |
| 2005년도 | 300                 |
| 2006년도 | 296                 |
| 2007년도 | 303                 |
| -------- | ------------------- |

## 역 주변
- 신토미 정청
- 국도 제10호선

## 역사
- 1920년 9월 11일 : 미나시로역(일본어: 三納代駅)으로 개칭.
- 1961년 3월 20일 : 휴가신토미역으로 개칭.
- 1987년 4월 1일 : 민영화에 따라, 규슈 여객철도로 이관.

## 인접 정차역
| 닛포 본선            | 닛포 본선   | 닛포 본선                  |
| -------------------- | ----------- | -------------------------- |
| 다카나베 고쿠라 방면 | ■ 닛포 본선 | 사도와라 가고시마추오 방면 |